# Luis Alfonso de Alba Góngora
Luis Alfonso de Alba Góngora es un diplomático mexicano. Ocupó el cargo de Subsecretario para América Latina y el Caribe en la Secretaría de Relaciones Exteriores durante el gobierno del Presidente Enrique Peña Nieto.

## Trayectoria
Es diplomático desde 1983 y ascendió al rango de Embajador en diciembre de 2001. 
El embajador de Alba ha sido Representante Permanente ante Naciones Unidas en Nueva York y ante los Organismos Internacionales en Ginebra. Se desempeñó también como representante Permanente Alterno ante la Organización de Estados Americanos (OEA) y como director general del Sistema de Naciones Unidas en la Secretaría de Relaciones Exteriores de México. Fue elegido como primer presidente del Consejo de Derechos Humanos de las Naciones Unidas y fue el representante Especial de México para el Cambio Climático, encabezando las negociaciones para la COP16 en Cancún (2010). 
Ha participado en numerosas reuniones multilaterales a nivel global y regional, adquiriendo un conocimiento sustantivo del trabajo y funcionamiento de los organismos multilaterales, en particular los de Naciones Unidas. En estos foros ha impulsado la mejoría de los derechos humanos, los asuntos humanitarios y el estado de derecho, el desarme, la lucha contra el cambio climático y la promoción del desarrollo, incluyendo a través del fortalecimiento y mejoría de los mecanismos internacionales relevantes. 
El embajador de Alba estuvo adscrito a la Misión Permanente de México ante las Naciones Unidas en Nueva York entre 1983 y 1986. Fue responsable del Comité de Descolonización y miembro del Consejo para Namibia. Se ocupó de asuntos políticos como el proceso de paz en América Central (Grupo de Contadora) y la situación en el Medio Oriente. 
En 1986 fungió como jefe del departamento político de Naciones Unidas en la Cancillería mexicana y de 1991 a 1994 fue director de asuntos sociales. En este periodo participó en la Conferencia Mundial de Derechos Humanos de 1993 (Viena), así como en diversas sesiones de la Comisión de Derechos Humanos y en la Tercera Comisión de la Asamblea General de las Naciones Unidas, donde se enfocó en la situación de derechos humanos en El Salvador y en la protección de migrantes y otros grupos vulnerables. 
Entre 1994 y 1998 fue Representante Permanente Alterno de México ante la OEA, donde promovió iniciativas importantes como la negociación de la Convención Interamericana para Prevenir, Sancionar y Erradicar la Violencia contra las Mujeres y la Convención Interamericana contra la Fabricación y el Tráfico Ilícito de Armas de Fuego, Municiones, Explosivos y otros Materiales Relacionados. Fue facilitador de la Declaración de la Cumbre de Desarrollo Sostenible (Santa Cruz, Bolivia, 1996) y en la preparación de las Cumbres de las Américas (Miami, 1994 y Santiago, 1998). 
El embajador de Alba fue director general del Sistema de Naciones Unidas en la Secretaría de Relaciones Exteriores de México de 1998 a 2001. Entre otras responsabilidades, coordinó la participación de las delegaciones mexicanas a diversas reuniones internacionales, en particular a la Conferencia Mundial contra el Racismo (Durban, Sudáfrica, 2001) y a la Sesión Especial de la Asamblea General en favor de la Infancia (2002). Fue miembro de la delegación mexicana en la Conferencia de Naciones Unidas sobre el Tráfico Ilícito de Armas Pequeñas y Ligeras (2001), donde promovió un enfoque multidimensional para incluir preocupaciones humanitarias y de derechos humanos. Participó en las negociaciones de la Convención de Naciones Unidas contra la Delincuencia Organizada Transnacional y sus protocolos adicionales sobre trata de personas, tráfico de migrantes y la manufactura ilícita y el tráfico de armas de fuego.  
En 2002 promovió la resolución anual de la Asamblea General para proteger todos los derechos humanos y las libertades fundamentales durante la lucha contra el terrorismo, un primer paso que, combinado con las resoluciones de la Comisión de Derechos Humanos y del Consejo de Derechos Humanos, llevó al establecimiento del Relator Especial del Consejo sobre este asunto. Como representante Permanente Alterno ante el Consejo de Seguridad, estos esfuerzos fueron acompañados por la promoción de derechos humanos en el Comité contra el Terrorismo del Consejo de Seguridad. 
Entre 2002 y 2004, el embajador de Alba fue representante permanente alterno de México ante las Naciones Unidas en Nueva York. Promovió la iniciativa mexicana para elaborar la Convención de los Derechos de las Personas con Discapacidad, incluyendo el establecimiento del comité negociador. Impulsó y logró diversas medidas para garantizar la completa participación de la sociedad civil y en particular de personas con discapacidad en la elaboración del Instrumento. 
El embajador de Alba fue representante permanente de México ante los Organismos Internacionales en Ginebra entre 2004 y 2009 y fue elegido presidente de la Comisión de Desarme y Seguridad Internacional (Primera Comisión) de la Asamblea General  en su 59 periodo de sesiones (2004). Bajo su presidencia, la Comisión aprobó la iniciativa para la revitalización de su trabajo y en particular para el fortalecimiento del diálogo y la cooperación para impulsar la agenda de la Comisión.
Fue presidente del Consejo de la Organización Internacional para las Migraciones (OMI) en sus sesiones 88 y 89 (noviembre de 2004 a noviembre de 2005). Durante este periodo, encabezó amplias consultas que encaminaron a la propuesta integral para una nueva estrategia de mejora del trabajo y funcionamiento de la OMI y para el desarrollo de un nuevo paradigma de migración que contempló los derechos de los migrantes como tema central. 
El 19 de mayo de 2006 fue elegido unánimemente como el primer Presidente del Consejo de Derechos Humanos de las Naciones Unidas, mandato que conservó del 19 de junio de 2006 al 18 de junio de 2007. Durante ese periodo, el Consejo  fue encomendado por la Asamblea General con la tarea de diseñar las nuevas instituciones del sistema internacional de derechos humanos con la finalidad de evitar un vacío en la protección. Adicionalmente, el embajador de Alba promovió activamente la negociación y adopción de la Declaración de Naciones Unidas sobre los Derechos de los Pueblos Indígenas. Por su papel en el Consejo, fue considerado como un fuerte candidatos para el cargo de Alto Comisionado de Naciones Unidas para Derechos Humanos en 2008. 
En junio de 2009 el embajador de Alba fue designado como representante especial de México para el Cambio Climático y encabezó las negociaciones para la COP16 (Cancún, México, 2010). De acuerdo a diversos diplomáticos involucrados en las negociaciones,[¿quién?] ayudó a restaurar la confianza en el proceso multilateral tras la COP15 en Copenhague. Fue nominado para el premio Chatham House (2011) por su papel como jefe negociador en esta reunión de alto nivel.[cita requerida]
De 2011 a 2013 fue el representante Permanente de México ante las Naciones Unidas (Nueva York), donde introdujo una nueva resolución sobre Misiones Políticas Especiales de Naciones Unidas, buscando mayor transparencia y rendición de cuentas. Participó activamente en la Conferencia sobre Desarrollo Sostenible Río+20 (Rio, Brasil, 2012) y fue elegido vicepresidente del ECOSOC (2012). Fungió como cofacilitador del evento de alto nivel sobre Estado de Derecho (2012), encabezó las negociaciones para la Declaración de la Asamblea General sobre el Diálogo de Alto Nivel en materia de Migración Internacional y Desarrollo (2013) y, junto con un representante indígena, facilitó la preparación de la Conferencia Mundial sobre Pueblos Indígenas. 
En junio de 2013 fue Embajador de México en Austria, concurrente ante Eslovaquia y Eslovenia y representante Permanente ante los Organismos Internacionales con sede en Viena. Bajo su presidencia, el Grupo de Expertos sobre Protección contra el Tráfico de Propiedad Cultural aprobó las Directrices Internacionales sobre las Respuestas de Prevención del Delito y Justicia Penal al Tráfico de Bienes Culturales y Otros Delitos Conexos (2014). Presidió la 24 Sesión de la Comisión de Prevención del Crimen y Justicia Penal (2015) y facilitó las negociaciones de la Declaración de Doha que fue aprobada en el 13 Congreso de Naciones Unidas sobre Prevención del Crimen y Justicia Penal (Doha, Catar, 2015). 
De mayo de 2016 a septiembre de 2017 fungió como Embajador de México ante la Organización de Estados Americanos (OEA). A pesar del poco tiempo como embajador, se perfiló como uno de los líderes más activos a la hora de proponer respuestas a los problemas de la organización tanto en términos administrativos como de sustancia.
Actualmente[¿cuándo?] ocupa el cargo de Subsecretario para América Latina y el Caribe en la Secretaría de Relaciones Exteriores.